# Copiapoa algarrobensis
Copiapoa algarrobensis es una especie de planta suculenta perteneciente al género Copiapoa, dentro de la familia Cactaceae. Es endémica del norte de Chile (desierto de Atacama).

## Descripción
Copiapoa algarrobensis es una especie de cactus que normalmente crece de forma solitaria, aunque en ocasiones puede formar grupos. Los tallos son de color gris a verde grisáceo y su forma va de globular a ligeramente alargado. Miden de 6 a 10 cm de diámetro y de 9 a 20 cm de altura.
Presentan de 13 a 18 costillas que están apenas ensanchadas alrededor de donde se asientan las areolas. Éstas presentan lana de color blanco y espinas rectas de color negro. Las flores son de color amarillo y con forma de campana. 

## Distribución y hábitat
El área de distribución nativa de esta especie es el norte de Chile (concretamente el desierto de Atacama) y crece principalmente en biomas desérticos o de matorrales secos. 

## Taxonomía
Copiapoa algarrobensis fue descrita por el botánico alemán Fred Kattermann y publicada por primera vez en la revista científica Cactus and Succulent Journal 90: 103 en el año 2018.
Etimología
- Copiapoa: nombre genérico que hace referencia a la ciudad chilena de Copiapó, ubicada en el desierto de Atacama, lugar donde se encuentran la mayoría de las especies de este género.
- algarrobensis: epíteto específico que hace referencia a la localidad de Algarrobo (Chile), lugar donde se descubrió la especie.[3]

## Usos
Se cultiva principalmente como planta ornamental y su propagación se realiza a través de esquejes o semillas.